# Bezzia mazaruni
Bezzia mazaruni är en tvåvingeart som beskrevs av John William Scott Macfie 1940. Bezzia mazaruni ingår i släktet Bezzia och familjen svidknott.
Artens utbredningsområde är Guyana. Inga underarter finns listade i Catalogue of Life.